# 張智猛
張智猛，中華人民共和国政治人物，中共党員，中國人民解放军少將軍階，湖南宁远人。

## 簡介
毕业于南京政治学院，曾任中国人民解放軍駐澳部隊政治委員、中国人民解放軍驻港部队副政委、广州军区政治部宣传部副部长、部長等，其后到省軍區任職。